# Zabrodzie
Zabrodzie è un comune rurale polacco del distretto di Wyszków, nel voivodato della Masovia.
Ricopre una superficie di 92,03 km² e nel 2004 contava 5 520 abitanti.